# Cai Chang
Cai Chang (chinês simplificado: 蔡畅, pinyin: cài chàng; 14 de maio de 1900 – 11 de setembro de 1990) ou Ts'ai Ch'ang, foi uma política chinesa e ativista dos direitos da mulher que foi a primeira presidenta da Federação das Mulheres da China, uma organização chinesa de direitos das mulheres.

## Vida pregressa
Cai Chang nasceu em 1900 em uma família de classe média baixa na China. Sua mãe deixou o marido e vendeu seus pertences para que seus filhos frequentassem a escola. Cai acreditava firmemente na educação das mulheres e rejeitava a ideia de casamento em favor de um voto de celibato. Sua mãe a ajudou nisso, evitando um casamento arranjado para Cai. Cai frequentou a Escola Secundária das Meninas Zhunan em Changsha até 1916. No inverno de 1917 a 1918, ela se tornou uma das primeiras mulheres a ingressar na Sociedade de Estudos do Povo Novo, um programa de estudos cooperativos realizado por Mao Zedong e Cai Hesen, irmão de Cai. Esse grupo defendia que as mulheres criassem seus próprios grupos de autoajuda e se tornassem ativas na política. 
Cai, sua mãe, Cai Hesen, e a futura esposa de Cai Hesen, Xiang Jingyu, foram para a Europa, onde Cai era operária de uma fábrica. Ela estudou anarquismo, marxismo e leninismo ao lado de outras estudiosas feministas socialistas chinesas, inclusive na Universidade Comunista dos Trabalhadores do Oriente, em Moscou. 
Em 1922, Cai casou-se com Li Fuchun, um proeminente comunista.

## Carreira
Em 1921, Cai retornou à China, onde estudou para se tornar professora de educação física. Lecionou por quatro anos na Escola para Meninas Zhunan, da qual frequentara vários anos antes. Durante esse período, ela ingressou no Partido Comunista Chinês. 
Cai deixou seu emprego de professora para trabalhar no Departamento Central das Mulheres no Partido Nacionalista em 1925. Dois anos depois, ela ingressou no Comitê Central das Mulheres, liderando-o na ausência de Xiang Jingyu. Ela ajudou a criar o Decreto de Casamento de 1930, que declarou que "a livre escolha deve ser o princípio básico de todo casamento". Ela também ajudou a escrever a Constituição Provisória de 1931. De 1934 a 1935, ela se juntou ao marido Li Fuchun na Grande Marcha. 

Cai era bem conhecida na China depois de 1949, onde liderou a Federação de Mulheres da China sob a República Popular da China. Parte de seu trabalho na Federação incluía a criação de uma estratégia para ajudar mulheres privilegiadas a assumir um papel de liderança nas melhorias científicas e culturais. Isso ganhou suas críticas, no entanto, como apoiado pela visão do Partido, que enfatizava o aprimoramento tecnológico e econômico sobre a libertação das mulheres e favoreciam apenas mulheres poderosas; isso não ajudou as mulheres da classe baixa, mas as devolveu aos papéis anteriores à guerra.